# Falstersgade
Falstersgade i Aarhus er anlagt i 1894 og navngivet i 1897.
Det var i netop år 1897, at de første ejendomme i Falstersgade blev bebygget. Disse skulle senere give gaden det præg, den har i dag. Én af de første ejendomme er "Villa Rolighed", der blev indrettet som børnehave.
Ti år før anlægningen af Falstersgade opførtes en række villaer på frie arealer vest for Ny Munkegade, hvilke blandt andet omfatter Villa Bakkehuset fra 1884. Umiddelbart efter fulgte Udsigten, Sorgenfri (Solhøj), Roligheden og Landlyst.
Falstersgade er anlagt i to etaper. Gadens første etape blev iværksat af byens dengang eksisterende "Udvalget for byens udvidelse og bebyggelse" og strækker sig fra Kaserneboulevarden til Fynsgade. Den anden etape var tænkt som en forlængelse af Samsøgade. Af økonomiske og geografiske grunde anlagdes vejforløbet fra Ny Munkegade til Samsøgades såkaldte villaer.